# Cercetius perezi
Cercetius perezi är en spindelart som beskrevs av Simon 1902. Cercetius perezi ingår i släktet Cercetius och familjen jättekrabbspindlar. Inga underarter finns listade i Catalogue of Life.